# Аматер (филм)
Аматер (енгл. The Amateur) амерички је акциони трилер из 2025. Режију потписује Џејмс Хоз, по сценарију Кена Нолана и Гарија Спинелија. Темељи се на истоименом роману из 1981. који је написао Роберт Лител. Главне улоге тумаче Рами Малек и Лоренс Фишберн.

## Радња
Чарли Хелер је фантастичан, али веома интровертан програмер у америчкој Централној обавештајној агенцији (ЦИА), који ради у подрумској канцеларији седишта у Ланглију. Живот му се у потпуности мења када током једног терористичког напада у Лондону, погине и његова супруга. Када надзорници одбију да преузму акцију, Чарли узима ствари у своје руке крећући се опасним путевима, у циљу проналажења одговорних.

## Улоге
| Глумац            | Улога             |
| ----------------- | ----------------- |
| Рами Малек        | Чарли Хелер       |
| Лоренс Фишберн    | Роберт Хендерсон  |
| Рејчел Брознахан  | Сара Хелер        |
| Катрина Балф      | Инквилин / Дејвис |
| Мајкл Сталбарг    | Хорст Шилер       |
| Холт Макалани     | Алекс Мур         |
| Џулијана Николсон | Саманта О’Брајен  |
| Дени Сапани       | Кејлеб Хоровиц    |
| Џонатан Берентал  | Џексон О’Брајен   |
| Ејдријан Мартинез | Карлос            |
| Марк Рисман       | Мишка Блажић      |
| Џозеф Милсон      | Елиш              |
| Барбара Пробст    | Гречен Френк      |
| Алис Хјукин       | Али Парк          |